# Bunud
Bunud è un comune dell'Azerbaigian situato nel distretto di Qəbələ. Conta una popolazione di 819 abitanti.